# Invito a un assassinio
Invito a un assassinio (Invitación a un Asesinato) è un film del 2023 diretto da J.M Cravioto. La pellicola è tratta dal romanzo omonimo di Carmen Posadas.

## Trama
Un'appassionata di true crime si ritrova coinvolta suo malgrado a scoprire chi ha ucciso la sua ricca sorella in una villa che pullula di sospettati.

## Distribuzione
Il film è stato distribuito sulla piattaforma Netflix a partire dal 6 ottobre 2023.